# Molophilus lyratus
Molophilus lyratus är en tvåvingeart som beskrevs av Alexander 1927. Molophilus lyratus ingår i släktet Molophilus och familjen småharkrankar. Inga underarter finns listade i Catalogue of Life.